# DEFB104B
DEFB104B (англ. Defensin beta 104A) — білок, який кодується однойменним геном, розташованим у людей на 8-й хромосомі. Довжина поліпептидного ланцюга білка становить 72 амінокислот, а молекулярна маса — 8 526.
| 10         |  | 20         |  | 30         |  | 40         |  | 50         |
| ---------- |  | ---------- |  | ---------- |  | ---------- |  | ---------- |
| MQRLVLLLAI |  | SLLLYQDLPV |  | RSEFELDRIC |  | GYGTARCRKK |  | CRSQEYRIGR |
| CPNTYACCLR |  | KWDESLLNRT |  | KP         |  |            |  |            |

A: Аланін

C: Цистеїн

D: Аспарагінова кислота

E: Глутамінова кислота

F: Фенілаланін

G: Гліцин

I: Ізолейцин

K: Лізин

L: Лейцин

M: Метіонін

N: Аспарагін

P: Пролін

Q: Глутамін

R: Аргінін

S: Серин

T: Треонін

V: Валін

W: Триптофан

Кодований геном білок за функціями належить до антибіотиків, антимікробних білків. 
Секретований назовні.